# Eisenbahnunfall von Barwałd Średni

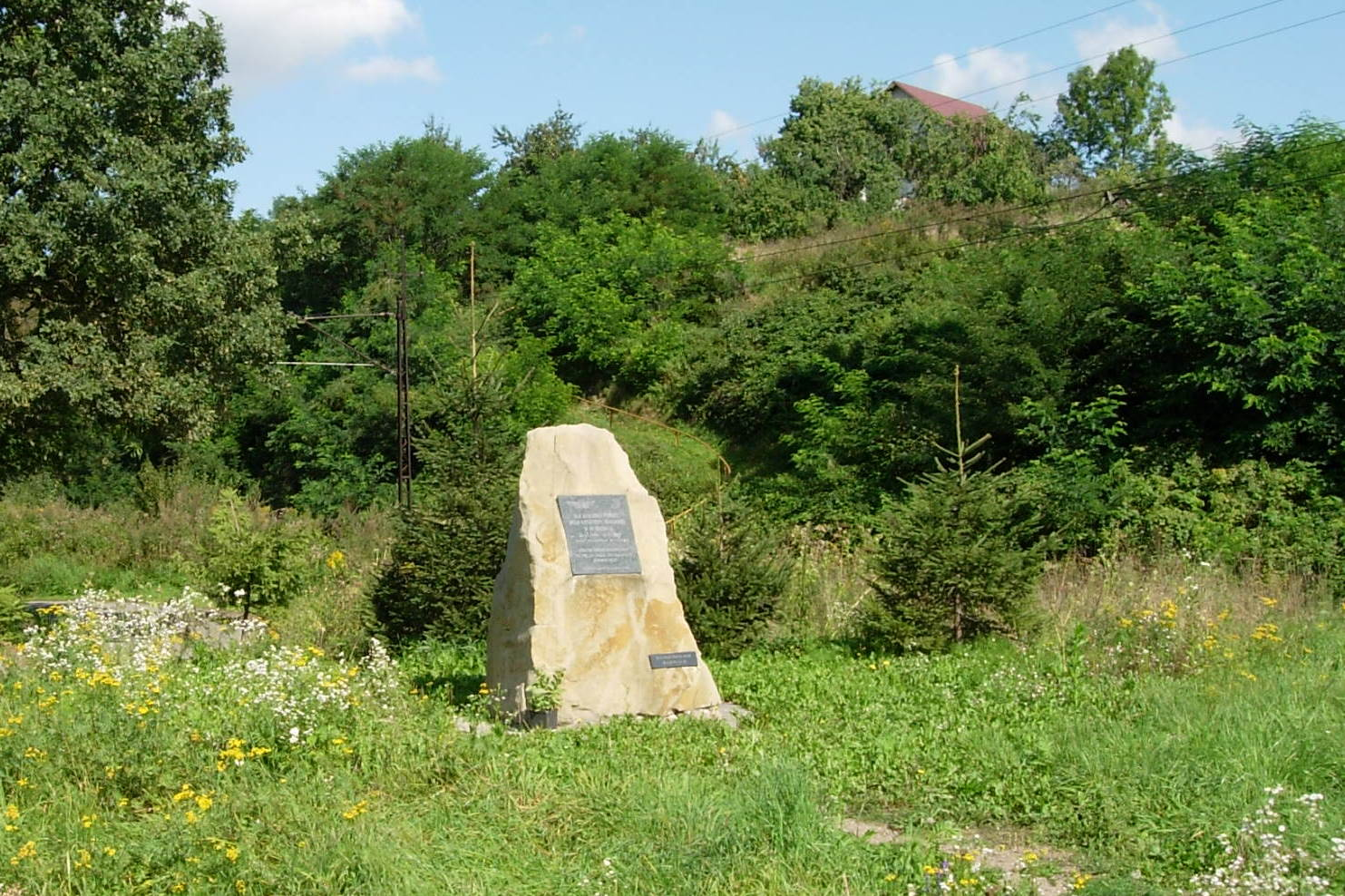
Gedenkstein an den Eisenbahnunfall bei Barwałd Średni, 1944

Der Eisenbahnunfall von Barwałd Średni ereignete sich am 24. November 1944 in Barwałd Średni bei Wadowice. Beim Zusammenstoß eines Personenzuges von Zakopane nach Krakau mit einem deutschen Militärzug starben über 130 Passagiere, Soldaten und Besatzungen der Lokomotiven, 100 bis 200 weitere Personen wurden verletzt.

## Ablauf
Ein deutscher Militärzug mit Versorgung für die Ostfront befuhr die Bahnstrecke Kalwaria Zebrzydowska–Bielsko-Biała in Richtung des Bahnhofs Kalwaria Zebrzydowska Lanckorona. Die eingleisige Strecke war durch Nachschubtransporte für die Ostfront stark ausgelastet.
Der Fahrdienstleiter des Bahnhofs Wadowice kündigte dem Fahrdienstleiter in Kalwaria Zebrzydowska Lanckorona an, dass der Militärzug den Abschnitt zwischen den beiden Bahnhöfen ohne Halt befahren würde. Der Fahrdienstleiter in Kalwaria Zebrzydowska Lanckorona trug den Zug jedoch nicht in sein Zugmeldebuch ein und verließ danach den Dienstraum.
Von Süden kam über die Bahnstrecke Skawina–Żywiec in Richtung Skawina ein Schnellzug von Zakopane nach Krakau. Da zwischen Kalwaria Zebrzydowska Lanckorona und Skawina eine Eisenbahnbrücke von Partisanen gesprengt worden war, musste der Zug über Wadowice und Spytkowice umgeleitet werden. Anstelle des Fahrdienstleiters erteilte der Bahnhofsvorsteher dem Schnellzug die Erlaubnis zur Einfahrt in den Streckenabschnitt, der bereits durch den Militärzug der Gegenrichtung besetzt war.
Als der Fahrdienstleiter zurückkehrte, erkannte er die Gefahr und informierte das Personal an den Stationen Klecza Górna und Kalwaria Zebrzydowska, um die Züge aufzuhalten. Der Militärzug hatte Klecza Górna zu diesem Zeitpunkt jedoch bereits passiert. Ein Beamter in Kalwaria Zebrzydowska warnte den Schnellzug mit einer roten Fahne, die vom Zugpersonal jedoch nicht beachtet wurde.
Der Fahrdienstleiter in Kalwaria Zebrzydowska Lanckorona schickte daraufhin eine Lokomotive hinterher, die den Schnellzug mit Pfeifsignalen warnen sollte. Diese konnte den Schnellzug jedoch nicht mehr einholen. Zwischen 15:15 und 15:20 Uhr stießen der Militärzug und der Schnellzug bei Barwałd Średni zusammen.